# Baptarma felicita
Baptarma felicita är en fjärilsart som beskrevs av Smith 1904. Baptarma felicita ingår i släktet Baptarma och familjen nattflyn. Inga underarter finns listade i Catalogue of Life.